# Rosa Crux
Rosa Crux (zapis stylizowany: Rosa†Crvx) – francuski zespół gothic rock oraz darkwave założony przez Oliviera Tarabo w 1984 roku w Rouen.   

## Historia i styl muzyczny
Początki działalności zespołu sięgają roku 1984. Zespół założył Olivier Tarabo wraz z poznanym jeszcze w szkole Claude Fennym jednakże pierwsze prawdziwe dokonania muzyczne nastąpiły dopiero w 1986 roku. Od początku istnienia zasadniczo nie zmieniał się jego skład i jest aktywny na scenie muzycznej bez większych przerw. Zespół łączy w swojej muzyce rockowe rytmy z elementami neoklasycystycznymi. Charakterystyczne są teksty liturgiczne i ezoteryczne formuły w łacińskim języku a także misternie zaprojektowane pokazy sceniczne. Czerpiąc inspirację z twórczości Antonina Artauda częścią koncertów są pokazy performance prezentujące ból fizyczny lub ofiarowanie (Dance de la Terre, Homme dans la Cage)     
W swojej muzyce zespół wykorzystuje carillon, mechaniczne urządzenie znane z wież kościelnych, wyposażone w bębny i szpule, robiące wrażenie pochodzącego prosto z pracowni Leonarda da Vinci. Istotnym elementem grupy, wręcz uznawanym za członka zespołu jest też B.A.M. (Batterie Acoustique Midi - klasyczny zestaw perkusyjny grający wg zaprogramowanego elektromagnetycznego procesu, sterowanym interfejsem midi.     
Sam zespół określa swoją muzykę jako „dark ritual w industrialnej oprawie”. jednak w ich muzyce widać też wyraźne wpływy muzyki sakralnej, podobnie jak ma to miejsce w przypadku zespołów Virgin Prunes czy The Moon lay Hidden Beneath a Cloud.     
Zespół jest częstym gościem rozmaitych mrocznych festiwali muzyki alternatywnej, wliczając w to takie wydarzenia jak Wave Gotik Treffen, Amphi Festiwal, Cult Medieval Night w Zurychu czy Dark Ritual Night na zamku w Foix.
Pisownia: Od pierwszej edycji, wybraną pisownią nazwy jest w języku łacińskim Rosa†Crvx, w tym języku też tworzone są utwory zespołu.

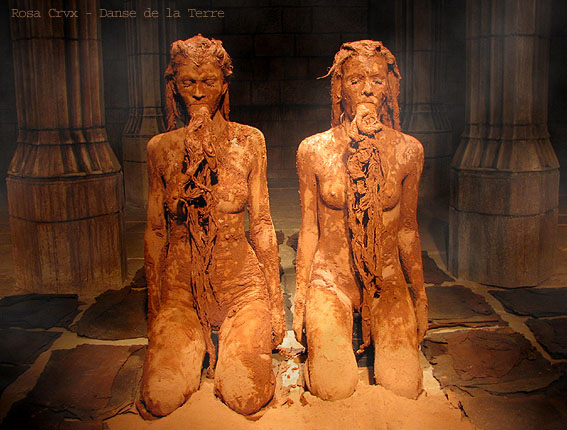
Rosa Crux - Dance de la Terre

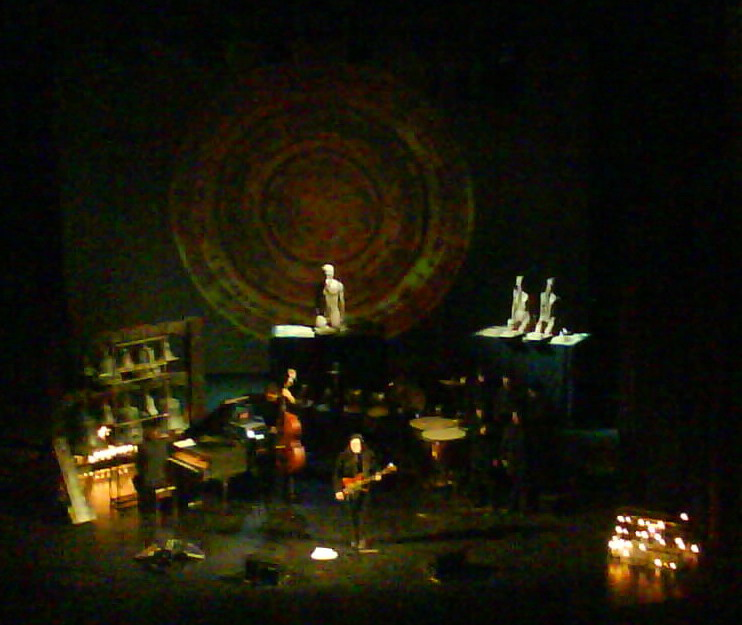
Rosa Crux na Wave Gothic Treffen 2007 w Lipsku

## Skład zespołu[10]
- Olivier Tarabo - śpiew, gitara, kompozytor
- Claude Feeny - instrumenty klawiszowe, carillon
- Mickael Richevaux - gitara basowa
- BAM - perkusja elektroniczna, midi
- Rosa Chordis - chorały
- Camille Cauvin - performance
- Marianne Wood - performance

## Dyskografia[11]
- 1990: Livre 01: Eli-Elo (2 x 7")
- 1991: Danse de la Terre (Mini-CD)
- 1992: Livre 02: St. Ouen – The Profanations (7")
- 1995: Proficere (CD)
- 1998: Noctes Insomnes (CD)
- 2002: In Tenebris (CD)
- 2008: Lvx In Tenebris Lvcet (CD+DVD)
- 2008 The R†C Box[12]